# Épaux-Bézu
Épaux-Bézu és un municipi francès situat al departament de l'Aisne i a la regió dels Alts de França. L'any 2007 tenia 560 habitants.

## Demografia

### Població
El 2007 la població de fet d'Épaux-Bézu era de 560 persones. Hi havia 201 famílies de les quals 39 eren unipersonals (23 homes vivint sols i 16 dones vivint soles), 62 parelles sense fills, 81 parelles amb fills i 19 famílies monoparentals amb fills.
La població ha evolucionat segons el següent gràfic:
Habitants censats

### Habitatges
El 2007 hi havia 256 habitatges, 212 eren l'habitatge principal de la família, 29 eren segones residències i 15 estaven desocupats. Tots els 256 habitatges eren cases. Dels 212 habitatges principals, 193 estaven ocupats pels seus propietaris, 16 estaven llogats i ocupats pels llogaters i 4 estaven cedits a títol gratuït; 1 tenia una cambra, 3 en tenien dues, 30 en tenien tres, 56 en tenien quatre i 122 en tenien cinc o més. 164 habitatges disposaven pel capbaix d'una plaça de pàrquing. A 77 habitatges hi havia un automòbil i a 119 n'hi havia dos o més.

### Piràmide de població
La piràmide de població per edats i sexe el 2009 era:
| Homes | Edats   | Dones |
| ----- | ------- | ----- |
| 4     | 95 o +  | 0     |
| 0     | 90 a 94 | 0     |
| 0     | 85 a 89 | 0     |
| 0     | 80 a 84 | 0     |
| 4     | 75 a 79 | 8     |
| 12    | 70 a 74 | 16    |
| 16    | 65 a 69 | 16    |
| 8     | 60 a 64 | 0     |
| 16    | 55 a 59 | 12    |
| 20    | 50 a 54 | 8     |
| 16    | 45 a 49 | 12    |
| 12    | 40 a 44 | 24    |
| 20    | 35 a 39 | 28    |
| 40    | 30 a 34 | 28    |
| 12    | 25 a 29 | 24    |
| 0     | 20 a 24 | 12    |
| 16    | 15 a 19 | 16    |
| 16    | 10 a 14 | 20    |
| 24    | 5 a 9   | 8     |
| 28    | 0 a 4   | 20    |

## Economia
El 2007 la població en edat de treballar era de 344 persones, 267 eren actives i 77 eren inactives. De les 267 persones actives 245 estaven ocupades (138 homes i 107 dones) i 23 estaven aturades (8 homes i 15 dones). De les 77 persones inactives 22 estaven jubilades, 23 estaven estudiant i 32 estaven classificades com a «altres inactius».

### Ingressos
El 2009 a Épaux-Bézu hi havia 222 unitats fiscals que integraven 602 persones, la mediana anual d'ingressos fiscals per persona era de 20.124 €.

### Activitats econòmiques
Dels 20 establiments que hi havia el 2007, 2 eren d'empreses extractives, 1 d'una empresa alimentària, 3 d'empreses de fabricació d'altres productes industrials, 6 d'empreses de construcció, 4 d'empreses de comerç i reparació d'automòbils, 3 d'empreses de transport i 1 d'una empresa de serveis.
Dels 5 establiments de servei als particulars que hi havia el 2009, 2 eren paletes, 1 fusteria, 1 lampisteria i 1 empresa de construcció.
L'únic establiment comercial que hi havia el 2009 era una fleca.
L'any 2000 a Épaux-Bézu hi havia 14 explotacions agrícoles que ocupaven un total de 1.360 hectàrees.

## Equipaments sanitaris i escolars
El 2009 hi havia una escola elemental.

## Poblacions més properes
El següent diagrama mostra les poblacions més properes.